# Bando de Orone
Orone era el nombre de una de las cuatro demarcaciones territoriales o bandos en las que los aborígenes gomeros tenían dividida la isla de La Gomera ―Canarias, España― a la llegada de los conquistadores europeos en el siglo XV.
A mediados de dicho siglo era señor o jefe de este bando Unihepe, también llamado Masegue o Mategel Unchepe, mientras que en sus momentos finales hacia 1488 era jefe Hupalupa.

## Etimología
En la documentación histórica aparece también con la variante Arune, además de las erradas Acene, Arome y Ozones.
Para el filólogo Ignacio Reyes tendría el significado de 'victoria, supremacía' desde una posible forma original urunne, mientras que el profesor Juan Álvarez Delgado creía que la forma Orone era una grafía errónea de los cronistas por la verdadera Arure, y que esta podía traducirse por 'espalda, lomo, grupo de colinas' desde la forma bereber aruri.
Estudiosos de las lenguas guanches como Dominik Josef Wölfel o Maximiano Trapero relacionan la voz Orone con los topónimos Arona de Tenerife y Tecorone (variante de Tacorón) de El Hierro.
El término Orone no sobrevivió en la toponimia de la isla, aunque en 1994 se rebautizó como paisaje protegido de Orone al anteriormente denominado paisaje protegido natural de los barrancos de La Rajita y el Cabrito, y el Roque de la Fortaleza.

## Territorio

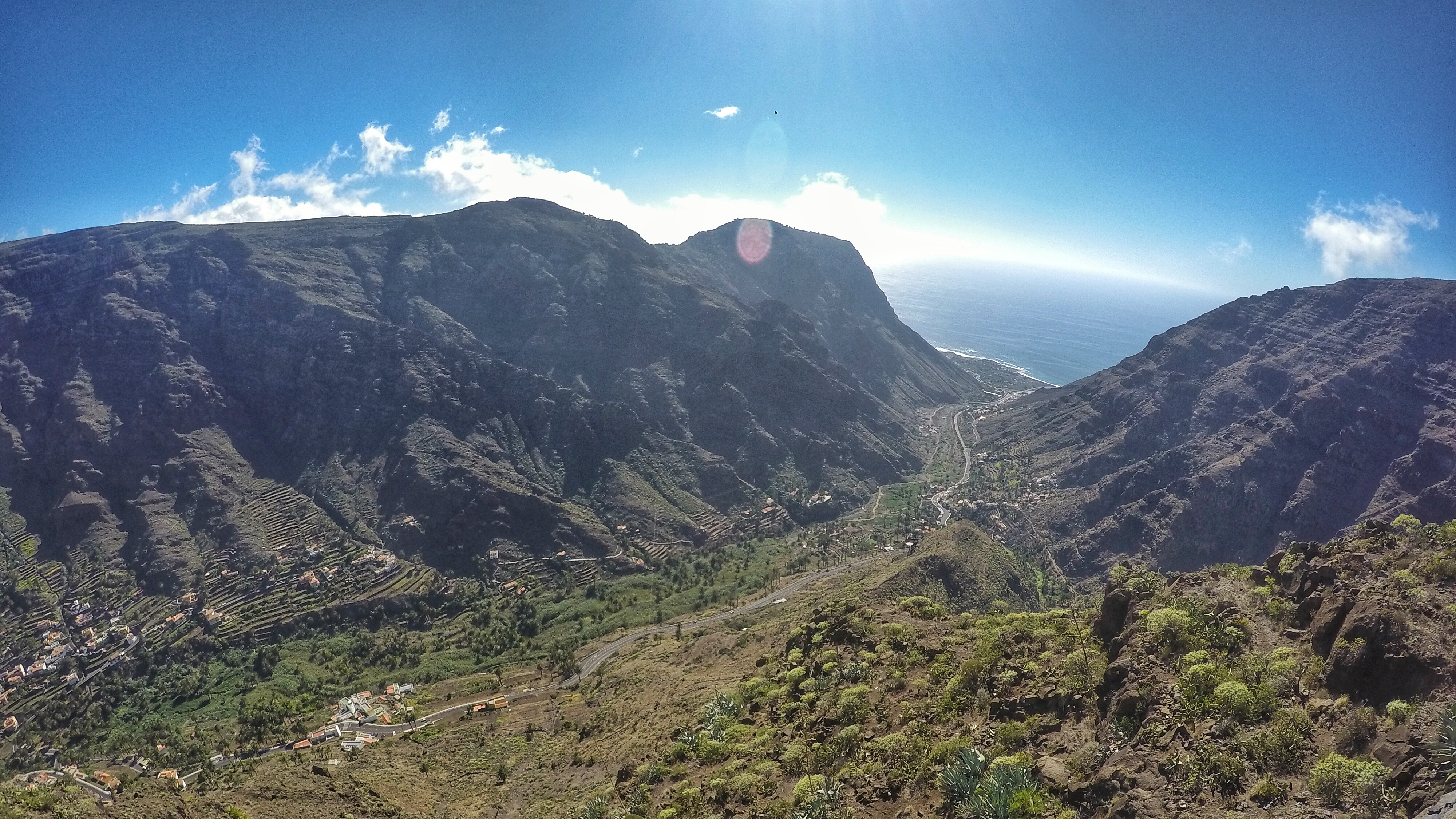
Vista de Valle Gran Rey.

Aunque en las fuentes tradicionales no se dan los límites de este bando, el profesor Juan Álvarez Delgado propuso que debía abarcar desde el barranco de Erese al sur ascendiendo por Alajeró hasta el alto de Garajonay, siguiendo luego por la cumbre de la isla hasta descender al mar en el oeste por el Risco de Tejeleche, límite moderno entre los municipios de Valle Gran Rey y Vallehermoso.
El bando de Orone abarcaba por tanto la totalidad del moderno término municipal de Valle Gran Rey y partes de los de Vallehermoso y Alajeró.

## Historia
Según Juan de Abréu Galindo, el bando de Orone surge a comienzos del siglo XV tras la división de La Gomera en cuatro bandos o parcialidades a la muerte del rey de toda la isla llamado Amaluige.
Para Álvarez Delgado, el territorio de Orone había sido parcialmente conquistado o pacificado hacia 1420 por Maciot de Bethencourt, sobrino del conquistador Jean de Bethencourt y gobernador de Lanzarote por Enrique de Guzmán, señor de Canarias y conde de Niebla.
Hacia 1450, los gomeros de Orone ofrecieron obediencia a Hernán Peraza el Viejo, nuevo señor de las islas, ya que habían sido advertidos por Aregoma, hija del llamado gran rey, de que debían obedecer a los extranjeros porque estos eran hijos de Dios.
En 1477 entró a gobernar la isla Hernán Peraza el Mozo en nombre de sus padres, Inés Peraza y Diego García de Herrera, señores de Canarias, pasando a ser señor de la isla al año siguiente. Durante su gobierno el bando de Orone siempre permaneció leal a los castellanos, mientras los otros tres se sublevaban continuamente, apoyando a los portugueses.
En 1481 los gomeros del bando de Orone son reclamados junto con los de Agana por Hernán Peraza para que acudiesen a Hermigua, donde había desembarcado el capitán Juan Rejón mientras iba con una armada a la conquista de La Palma por mandato de los Reyes Católicos. Peraza pretendía capturar a Rejón, pero al no entregarse este, se entabla un combate y el capitán resulta muerto. Posteriormente, y como castigo, los reyes obligan a Peraza a acudir con los gomeros culpables a participar a la conquista de Gran Canaria, que se estaba llevando a cabo en esos momentos.
En 1484 Orone, junto con el resto de bandos, realizó un pacto de alianza con Peraza, el conocido como pacto de Guahedun, que este asume como pacto de vasallaje.
El bando de Orone sobrevivió como tal durante el señorío castellano de los Herrera-Peraza entre 1450 y 1488, manteniendo sus habitantes sus usos y costumbres a pesar de haber sido cristianizados en parte. No obstante, tras la conocida como rebelión de los gomeros, la consecuente represión llevada a cabo por el gobernador Pedro de Vera en 1489 provocó el práctico desmantelamiento de la antigua cultura.

## Economía y subsistencia
En la época prehispánica, los gomeros se dedicaban fundamentalmente a la ganadería, dejando las labores agrícolas en un plano muy secundario. Había cuatro especies domésticas: la cabra, la oveja, el cerdo y el perro. La recolección vegetal, animal y mineral, terrestre y marinera era una actividad suministradora de una parte considerable de la dieta alimenticia y de materias primas para las actividades artesanales. 